# FMラルース
FMラルースは災害等の有事の際、地元密着の防災情報を流すことを目的に兵庫県西宮市に設立されたミニFM局である。

## 概要
1995年1月の阪神・淡路大震災をきっかけに地元のフリーライター近兼拓史が中心になってコミュニティFM放送局の必要性を地元企業や行政に訴える活動を開始したのが始まりである。
震災後、西宮市は北部地域を中心に地盤がゆるんでおり、がけ崩れ等、土砂災害の危険性が、仮設住宅の住民は大雨時の河川の氾濫といった不安が拭いきれない状況であった。しかしコミュニティFM放送の開局には多くの時間と費用も必要であり、他方では多くの市民が1日も早く地元密着の情報を求めているという状況であった。この事実を目の当たりにしていた近兼氏らのグループは免許不要のミニFM局に注目し、コミュニティFM局の設立を待たずに、ミニFM局「FMラルース・78.3MHz」を1995年7月1日に開局した。
局の呼称は一般公募で、ラルースはスペイン語で「光」を意味する。コンセプトは「光と風のステーション」。震災で傷ついた西宮の街にふりそそぐ希望の光と、吹き抜けるさわやかな風をイメージした。
局の番組内容・編成はレベルが高く、ハイクオリティ。放送の合間に入るジングルもプロフェッショナルなもの。持ち込み素材では音源はカセットテープは認めないという徹底ぶり。スタッフは全員ボランティアでありながら数百名が登録されていたと言われる。
スタッフに在阪FM局関係者が多くいたことから、関西の人気DJがレギュラーやゲスト出演したりしていた。また防災ステーションという位置づけとして台風接近時は防災情報番組に切り替え、当時は珍しかった携帯電話での現場レポートやバイクによる機動力のある取材で新聞・テレビ等のメディアで連日紹介された。
本局は1998年まで放送を続け、半官半民のコミュニティFM「西宮コミュニティ放送」（さくらFM）に発展的解消した。

## 関連書籍
- 『FMラルース999日の奇跡―ボランティアの作ったラジオ局』（1998年、鹿砦社）ISBN 978-4846302849